# The Honeymoon Killers (groupe)
Pour les articles homonymes, voir The Honeymoon Killers.
The Honeymoon Killers est un groupe de musique rock américain, qui a sorti trois albums et deux EP entre 1984 et 1989.

## Courte Biographie
La formation initiale de The Honeymoon Killers regroupe Jerry Teel à la guitare et Lisa à la basse. Seul le premier album du groupe sera enregistré sous ce line-up réduit. Dès l'album suivant, Sally assurera la batterie du groupe. Plus tard les rejoindra Cristina Martinez, en tant que guitariste supplémentaire, donnant au groupe une orientation plus noisy.
Le groupe se séparera finalement en 1989 quand Cristina Martinez fondera Boss Hog pour lequel elle recrutera Jerry Teel.
À noter qu'un groupe belge porte aussi le nom de The Honeymoon Killers, en référence à un classique du cinéma portant le même nom.

## Discographie

### Albums
- Honeymoon Killers from Mars - 1984
- Love American Style - 1985
- Let It Breed - 1986
- Turn Me On - 1988
- Hung Far Low  - 1991

### EP
- Turn Me On - 1988
- Take It Off ! - 1989